# Corydalis amarnathiana
Corydalis amarnathiana är en vallmoväxtart som beskrevs av Dar, Semi och Naqshi. Corydalis amarnathiana ingår i släktet nunneörter, och familjen vallmoväxter. Inga underarter finns listade i Catalogue of Life.